# اینگرید گارسیا-یونسون
اینگرید گارسیا-یونسون (اسپانیایی: Ingrid García-Jonsson‎؛ زادهٔ ۶ سپتامبر ۱۹۹۱) بازیگر اهل اسپانیا است.
از فیلم‌ها یا مجموعه‌های تلویزیونی که وی در آن‌ها نقش داشته است، می‌توان به سرزمین گرگ‌ها، غریزه، تورو و سوئیس کوچک اشاره نمود.